# 덕산온천로
덕산온천로(Deoksanoncheon-ro)는 충청남도 예산군 덕산면 대치1교차로 에서 예산군 덕산면 읍내교차로를 잇는 도로이다.

## 주요경유지
충청남도
- 예산군 (덕산면)

## 노선
| 이름                                | 접속 노선                         | 소재지 | 소재지 | 비고 |
| ----------------------------------- | --------------------------------- | ------ | ------ | ---- |
| 대치1 교차로                        | 국도 제45호선 (윤봉길로)          | 예산군 | 덕산면 |      |
| 충의사회전 교차로 (시량 교차로)     | 수덕사로 시량보부상로             | 예산군 | 덕산면 |      |
| 충의교                              |                                   | 예산군 | 덕산면 |      |
| 읍내사거리                          | 수암사로 읍내북문길               | 예산군 | 덕산면 |      |
| (이름없음)                          | 예덕로                            | 예산군 | 덕산면 |      |
| 읍내 교차로 (덕산오거리 회전교차로) | 국도 제40호선 (도청대로) (충의로) | 예산군 | 덕산면 |      |

## 주요 건물및 시설
- 시량초등학교 (덕산온천로 91/시량리 223)
- GS칼텍스 태건주유소 (덕산온천로 313/신평리 252-1)
- CU 덕산온천점 (덕산온천로 316/신평리 249-16)
- 덕산면 행정복지센터 (덕산온천로 391/신평리
- CU 예산덕산점 (덕산온천로 403/신평리 427-3)
- 새마을금고 금오새마을금고 덕산지점 (덕산온천로 424/읍내리 225-12)
- 덕산지구대 (덕산온천로 427/읍내리 224-3)
- GS25 덕산읍내점 (덕산온천로 443/읍내리 234-19)
- 신협 내포신협 본점 (덕산온천로 447/읍내리 234-23)